# بيل ساول
بيل ساول (بالإنجليزية: Bill Saul)‏ هو لاعب كرة قدم أمريكية أمريكي، ولد في 19 نوفمبر 1940 في Unionville, Butler County, Pennsylvania ‏ في الولايات المتحدة، وتوفي في 12 سبتمبر 2006 في بالتيمور في الولايات المتحدة.

## وصلات خارجية
- بيل ساول على موقع كلية كرة السلة في سبورتس رفرنس.كوم (الإنجليزية)
- بيل ساول على موقع مرجع كرة القدم المحترفة.كوم (الإنجليزية)